# Emmie Charayron
Emma Charayron (* 17. Januar 1990 in Lyon) ist eine ehemalige französische Triathletin, Staatsmeisterin verschiedener Altersklassen sowie Junioren-Europa- und Weltmeisterin des Jahres 2009, Dritte der U23-Weltmeisterschaft 2010, Europameisterin 2011, Militär-Weltmeisterin (2015, 2017) und Olympiastarterin (2012).

## Werdegang
Charayron gehört der französischen Militär-Triathlon-Mannschaft (Equipe de France militaire de triathlon) an, die im Sommer 2010 mit der Infanterie-Schule von Montpellier an die Ecoles militaires de Draguignan (EMD) verlegt wurde, und ist soldat 1re classe.
Emmie Charayron, die von ihrem Vater Philippe Charayron trainiert wurde, nahm 1997 zum ersten Mal an einem Nachwuchs-Triathlon (Veaux-en-Velin) teil und gewann seither mehr als zehn Mal die französischen Staatsmeisterschaften in ihrer jeweiligen Altersklasse. 2005 etwa wurde sie französische Jugend-Duathlon-Meisterin (Kategorie: minimies).
2006 wurde sie in Italien Vierte bei der Duathlon-Europameisterschaft U23.

### Junioren-Europameisterin Triathlon 2008
Seit 2006 nimmt sie regelmäßig an ITU-Wettkämpfen teil, seit 2007 gewinnt sie dabei regelmäßig Gold – seit 2008, also mit erst 18 Jahren, auch in der Elite-Klasse.
Im Jahr 2009 wurde sie nicht nur in ihrer Altersklasse (Junior) Europa- und Weltmeisterin, sondern gewann bereits mit erst 19 Jahren in der Elite-Klasse eine Silbermedaille beim Europacup in Quarteira und eine Bronzemedaille beim Europacup in Athlone. 2010 gewann sie dann in der Elite-Klasse die Silbermedaille beim Weltmeisterschaftsserien-Triathlon in Madrid und zählt somit endgültig zu den Top-Triathletinnen auch in der Elite-Klasse. In den französischen Medien gelten Charayron, die Junioren- und Weltmeisterin 2009, sowie Charlotte Morel, die U23-Staatsmeisterin 2009, 2010 und 2011, als die größten weiblichen Nachwuchs-Talente, die auch international beachtliche Erfolge feiern. Die Zeitschrift Triathlète etwa stellte die beiden Triathletinnen in einer Confrontation genannten Rubrik einander gegenüber (Nr. 271, November 2009).
In Frankreich trat Charayron bis einschließlich 2009 für den Verein Brive Limousin Triathlon an, der im Jahr 2009 den achten Platz bei der französischen Clubmeisterschaftsserie Lyonnaise des Eaux erkämpfte, ohne dabei, wie die vorgereihten französischen Triathlon-Vereine, auf ausländische Legionärinnen zu setzen. In den vier von insgesamt fünf Bewerben, bei denen Charayron eingesetzt wurde, belegte sie in der U23-Wertung drei Mal Podestplätze: Dünkirchen: 1. (gesamt 6.), Beauvais: 2. (gesamt: 5.), Paris-Longchamp: 4. (gesamt: 7.) und La Baule: 3. (gesamt: 13.). Charayron lag somit in jenen Wettkämpfen, in denen sie gemeinsam mit Charlotte Morel vom Meisterschaftsgewinner Beauvais antrat, immer vor ihrer größten, auf einen Tag genau ein Jahr älteren, französischen Konkurrentin.

### Europameisterin Triathlon 2011
Im Juni 2011 wurde sie Triathlon-Europameister auf der olympischen Distanz. Bei der Französischen Meisterschaft in Villiers-sur-Loir (24. September 2011), die bei den Frauen als Sprint-Bewerb durchgeführt wird, wurde Charayron Dritte in der Gesamtwertung und Zweite in der U23-Wertung hinter Charlotte Morel.
Von 2010 bis 2013 gehört Emmie Charayron dem Club Lagardère Paris Racing an. Bei den Olympischen Sommerspielen 2012 belegte sie im August in London den 18. Rang. Von 2014 bis zu dessen Tod 2015 wurde sie von Laurent Vidal trainiert.

### Militär-Weltmeisterin Triathlon 2015
Im Oktober 2015 wurde Emmie Charayron in Südkorea Militär-Weltmeisterin Triathlon, nachdem sie noch eine Woche zuvor die Französische Triathlon-Staatsmeisterschaft für sich entscheiden konnte.
Emmie Charayron qualifizierte sich für einen Startplatz bei den Olympischen Sommerspielen 2016. Sie erklärte dann aber Anfang Juli, sie werde am 20. August in Rio de Janeiro aus gesundheitlichen Gründen nicht für Frankreich an den Start gehen.

### Militär-Weltmeisterin Triathlon 2017
Im August 2017 wurde Emmie Charayron im deutschen Sassenberg zum zweiten Mal nach 2015 Militär-Weltmeisterin Triathlon.
Im Mai 2018 wurde die damals 28-Jährige Dritte bei der nationalen Meisterschaft auf der Triathlon-Sprintdistanz. Seit 2019 tritt Charayron nicht mehr international in Erscheinung.

### Privates
Seit Januar 2021 ist Emmie Charayron Mutter einer Tochter.

## Sportliche Erfolge
| Datum/Jahr    | Rang | Wettbewerb                                       | Austragungsort | Zeit     | Bemerkung                                                                         |
| ------------- | ---- | ------------------------------------------------ | -------------- | -------- | --------------------------------------------------------------------------------- |
| 30. Juni 2019 | 1    | FRA Triathlon National Championships             | Metz           | 00:58:47 | Französische Staatsmeisterschaft Sprint-Triathlon                                 |
| 5. Mai 2019   | 8    | ITU Triathlon World Cup                          | Madrid         | 01:03:04 |                                                                                   |
| 28. Apr. 2019 | 1    | Trophée Laurent Vidal                            | Sète           | 00:56:08 | 750 m Schwimmen, 20 km Radfahren und 5 km Laufen                                  |
| 27. Mai 2018  | 3    | FRA Triathlon National Championships             | Gray           | 01:02:40 | Französische Triathlon-Staatsmeisterschaft                                        |
| 6. Aug. 2017  | 1    | CISM Militär-Weltmeisterschaft Triathlon         | Sassenberg     | 02:01:02 |                                                                                   |
| 3. März 2017  | 19   | ITU World Championship Series 2017               | Abu Dhabi      | 02:08:04 | erstes Rennen der Saison                                                          |
| 22. Mai 2016  | 1    | FRA Triathlon National Championships             | Dunkerque      | 01:00:25 | Französische Staatsmeisterin                                                      |
| 8. Mai 2016   | 4    | ITU Triathlon World Cup                          | Cagliari       | 01:04:27 |                                                                                   |
| 5. März 2016  | 6    | ITU World Championship Series 2016               | Abu Dhabi      | 01:57:17 | im ersten Rennen der Saison                                                       |
| 10. Okt. 2015 | 1    | CISM Militär-Weltmeisterschaft Triathlon         | Pohang         | 02:00:23 | Militär-Weltmeisterin                                                             |
| 4. Okt. 2015  | 1    | FRA Triathlon National Championships             | Frankreich     | 01:00:27 | Französische Staatsmeisterin                                                      |
| 8. Aug. 2015  | 7    | ITU Triathlon World Cup                          | Tiszaújváros   | 01:01:22 |                                                                                   |
| 11. Apr. 2015 | 40   | ITU World Championship Series 2015               | Gold Coast     | 02:05:27 |                                                                                   |
| 14. März 2015 | 6    | ITU Triathlon World Cup                          | Mooloolaba     | 01:02:07 |                                                                                   |
| 29. Sep. 2013 | 2    | FRA Triathlon National Championships             | Frankreich     | 01:03:03 | Französische Vizestaatsmeisterin                                                  |
| 14. Juni 2013 | 25   | ETU Triathlon European Championships             | Alanya         | 01:59:57 | Europameisterschaft auf der olympischen Kurzdistanz                               |
| 4. Aug. 2012  | 18   | Olympische Sommerspiele 2012                     | London         | 02:02:26 |                                                                                   |
| 20. Apr. 2012 | 3    | ETU Triathlon European Championships             | Eilat          | 02:07:56 | Dritte bei der Europameisterschaft                                                |
| 24. Juni 2011 | 1    | ETU Triathlon European Championships             | Pontevedra     |          | Europameisterin auf der olympischen Kurzdistanz                                   |
| 9. Apr. 2011  | 35   | ITU World Championship Series 2011               | Sydney         |          | Auftaktveranstaltung der neuen Saison                                             |
| 3. Juli 2010  | 9    | ETU Triathlon European Championships             | Athlone        | 01:59:18 | Europameisterschaft auf der olympischen Kurzdistanz                               |
| 9. Sep. 2009  | 1    | ITU Triathlon World Championship Junior Women    | Gold Coast     | 01:00:22 | Junioren-Weltmeisterin (750 m Schwimmen, 20,9 km Radfahren und 5,4 km Laufen)     |
| 2. Juli 2009  | 1    | ETU Triathlon European Championship Junior Women | Rijssen-Holten | 00:59:09 | Triathlon-Junioren-Europameisterin                                                |
| 20. Juni 2009 | 3    | ETU Triathlon European Championship U23          | Tarzo Revine   | 02:07:49 | Dritte bei der U23-Europameisterschaft                                            |
| 6. Sep. 2008  | 18   | ETU Triathlon European Championship U23          | Pulpí          | 02:17:39 | U23-Europameisterschaft                                                           |
| 5. Juni 2008  | 22   | ITU Triathlon World Championship Junior Women    | Vancouver      | 01:06:11 | in der Jugend-Klasse                                                              |
| 10. Mai 2008  | 1    | ETU Triathlon European Championship Junior Women | Lissabon       | 01:04:24 | Triathlon-Junioren-Europameisterin                                                |
| 30. Aug. 2007 | 16   | ITU Triathlon World Championship Junior Women    | Hamburg        | 01:01:36 | in der Jugend-Klasse                                                              |
| 29. Juni 2007 | 10   | ETU Triathlon European Championship Junior Women | Kopenhagen     | 01:02:54 | Junioren-Europameisterschaft                                                      |
| 23. Juni 2006 | 15   | ETU Triathlon European Championship Junior Women | Autun          | 01:10:03 | Junioren-Europameisterschaft (0,75 km Schwimmen, 20 km Radfahren und 5 km Laufen) |

| Datum/Jahr   | Rang | Wettbewerb                              | Austragungsort | Zeit | Bemerkung                        |
| ------------ | ---- | --------------------------------------- | -------------- | ---- | -------------------------------- |
| 7. Okt. 2006 | 4    | ETU European Duathlon U23 Championships | Rimini         |      | Duathlon-Europameisterschaft U23 |

(DNF – Did Not Finish)